# Pierrick Peracino
Pierrick Peracino est un golfeur professionnel français né le 27 mai 1988 à Évian-les-Bains évoluant principalement sur l'Alps Tour et possédant une catégorie sur le Challenge Tour. 
En 2013 Pierrick Peracino a terminé 34e de l'Ordre du Mérite de l'Alps Tour conservant ainsi sa carte pour la saison 2014.

## Particularités
Pierrick Peracino est le premier golfeur professionnel sponsorisé par la marque de streetwear Ünkut.En ce moment, il est prof de golf pour les jeunes mais aussi pour les adultes
Depuis février 2013 Pierrick Peracino est l'ambassadeur du Saint Christophe Vallée d'Aoste Calcio.
A participer à une sortie scolaire au golf de Veigy-Foncenex avec les CAP première année du lycée professionnelle les 3 vallée 

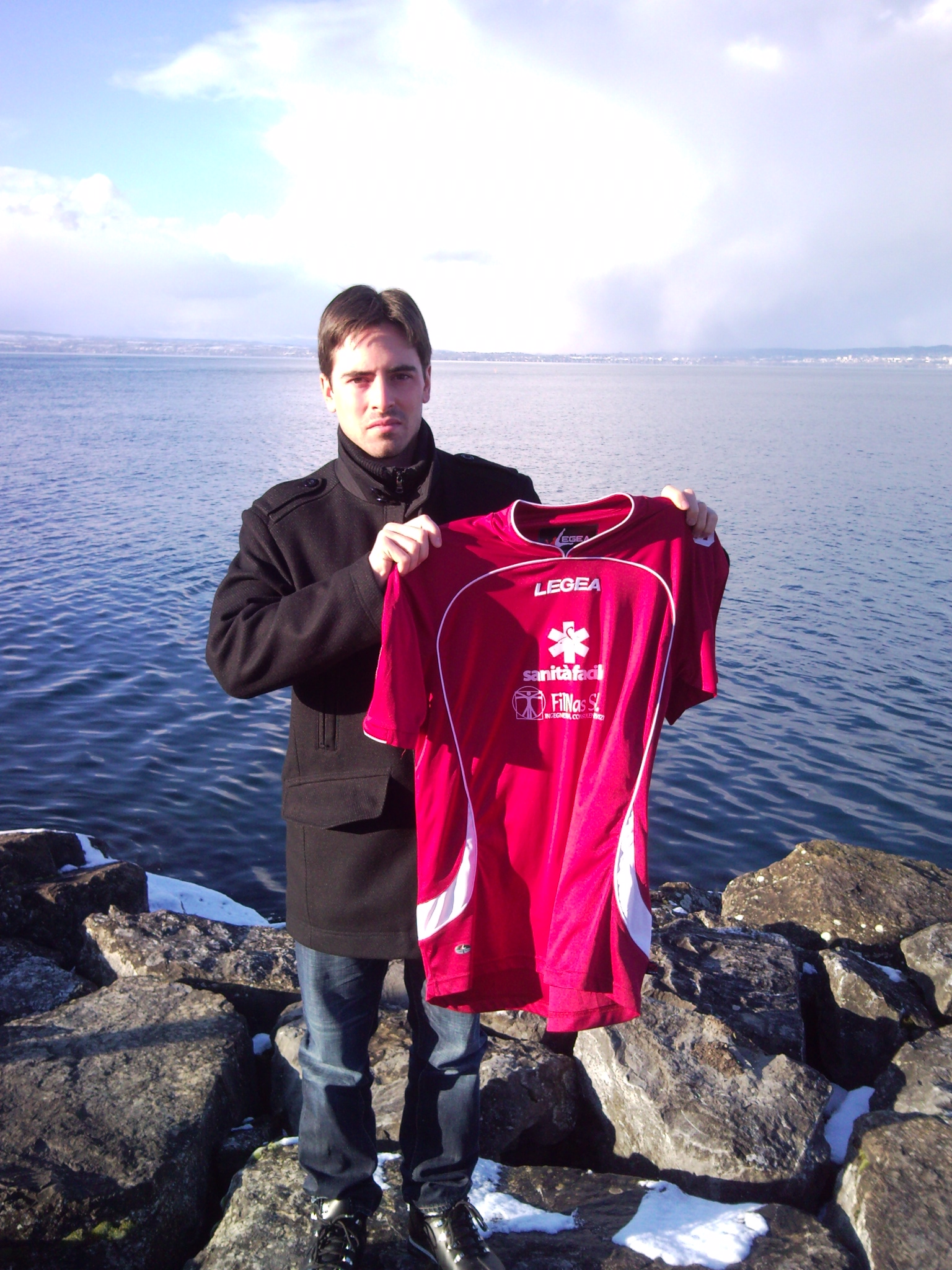
Pierrick Peracino présentant le maillot du S.C Vallée d'Aoste Calcio

## Palmarès

### Palmarès Professionnel
2014 : (Période de convalescence à la suite d'une blessure au dos)
- Alps de Las Castillas : 32e place
- Citadelle Trophy Preisch : 23e place
- Masters 13 : 50e place
- Najeti Hotels et Golfs Open : (MC)
- Le Vaudreuil Golf Challenge : (MC)

2013 :
- Citadelle Trophy International : 23e place.

- Challenge Tour Pléneuf Côtes d'Armor : (MC)

- Valle d'Aosta Open : 30e place.

- Alps de Andalucia : 29e place.
- Open de la Mirabelle d'Or : 2e place.
- Peugeot Open de Madrid : 22e place.
- Gösser Open Maria Lankowitz : 37e place.
- Open international de Rebetz : 29e place.
- Finale des Cartes d'Accès au Circuit Français : 67e place.
- Grand Prix Schweppes PGA 2013 : 66e place.
- Le Vaudreuil Golf Challenge : 89e place.
- Ordre du Mérite de l'Alps Tour : 34e place.
- Classement National Français : 45e place.

2012 :  
- 1er Professionnel au Tournoi Pro-Amateurs de l'Evian Masters (Record du parcours 62)
- Castellon Alps de Valencia : 18e place.
- Open de la Mirabelle d'Or : 9e place.
- Open international de Normandie : 13e place.
- Mémorial Barras Crans Montana : 11e place.
- Valle d'Aosta Open : 16e place.
- Lumar Slovenian Golf Open : 21e place.
- Participation aux cartes de l'Asian Tour en Thaïlande (54e sur 148 participants)
- Classement National français : 46e place.
- Ordre du Mérite de l'Alps Tour 2012 : 47e place.

2011 :
- 2e Professionnel au Tournoi Pro-Amateurs de l'Evian Masters
- Mémorial Barras Crans Montana : 20e place.
- Milano Zoate Golf Open : 37e place.

2010 :
- Italian Pro Tour Fonti Golf Open : 12e place.
- Open international de Normandie : 25e place.

2009 :
- Open international de Normandie : 19e place.
- Allianz Open de Strasbourg : 36e place.
- Grande Finale Attijariwafabank : 39e place.
- Open de la Mirabelle d'Or : 50e place.

### Palmarès Amateur
5 fois Champion de Haute Savoie : 2006, 2005, 2002, 2001, 1999
2008 :
- 1er au Grand Prix de la Besse
- 1er au Grand Prix d'Albon
- 12e au Championnat de France
- 8e de finale au championnat de France de Match Play. Catégorie adulte.

2007 :
- 2e au Grand Prix de Valence

2006 :
- Champion de Rhône Alpes
- Membre de l'équipe Rhône Alpes pour affronter la Suisse

2005 : 
- 1er à l'Omnium de Ligue
- 2e au Grand Prix de Vichy

## Sources
- S.C Vallée d'Aoste Calcio